# Liste des princes de Mourom
Les princes de Mourom, en Russie, par ordre chronologique :
- 1010-1015 : Gleb de Mourom, fils du grand-prince Vladimir Ier de Kiev ;
- 1069-1079 : Roman de Mourom ;
- 1097-1129 : Constantin de Mourom (en), Constantin Sviatoslavitch ou Iaroslav Sviatoslavitch
- 1129–1143 : Iouri Iaroslavitch ;
- 1143–1145 : Sviatoslav Iaroslavitch ;
- 1145–1147 : Rostislav Iaroslavitch ;
- 1147–1149 : Vladimir Sviatoslavitch ;
- 1149–1155 : Rostislav Iaroslavitch (encore) ;
- 1155–1161 : Vladimir Sviatoslavitch (encore) ;
- 1161–1174 : Iouri Dolgorouki ;
- ?–1203 : Vladimir Iourievitch ;
- 1203–1228 : Davyd Iourievitch ;
- ?–1237 : Iouri Davydovitch ;
- 1237–?    : Iaroslav Iourievitch.

Après Iaroslav et la destruction de Mourom par les Mongols, les princes de Mourom disparurent pendant près d'un siècle, reprenant avec :
- ?–1344 : Vassili Iaroslavitch ;
- 1344–1353 : Iouri Iaroslavitch ;
- 1353–1392 : Fedor Glebovitch.

En 1392, Vassili Ier Dmitrievitch, grand-prince de Moscou et grand prince de Vladimir, obtient une lettre patente de Khan Tokhtamych autorisant l'annexion de la principauté de Mourom, ainsi que celles de Nijni Novgorod et de Gorodets.